# Fabio Di Giannantonio
Fabio Di Giannantonio, conhecido como Diggia (Roma, 10 de outubro de 1998) é um motociclista italiano, que atualmente compete no MotoGP pela Pertamina Enduro VR46 Racing Team.

## Carreira
Di Giannantonio começou no motociclismo ainda criança, incentivado por seu pai, Ivan. Aos 6 anos, já competia em minimotos e, em 2008, conquistou os títulos italiano e europeu na categoria júnior. Posteriormente, passou pela MiniGP e venceu o campeonato italiano na PreGP 250cc em 2012.
Estreou na Moto3 em 2015 e, no ano seguinte, obteve três pódios. Em 2018, terminou como vice-campeão da categoria, com duas vitórias e 14 pódios no total. Na Moto2, competiu entre 2019 e 2021, somando uma vitória e oito pódios.
Di Giannantonio estreou na MotoGP em 2022 pela equipe Gresini Racing, destacando-se ao conquistar a pole position no GP da Itália, em Mugello. Em 2023, após um início de temporada difícil, obteve seu primeiro pódio com um terceiro lugar na Austrália e venceu sua primeira corrida na categoria no GP do Catar . Esses resultados garantiram sua permanência na elite do motociclismo.
Em 2024, Di Giannantonio enfrentou desafios, incluindo uma lesão no ombro que o afastou das últimas corridas da temporada. Apesar disso, terminou o campeonato na 10ª posição, com 165 pontos . Para 2025, renovou contrato com a VR46 Racing Team e pilota a Ducati GP25, mesma moto utilizada por Marc Márquez e Francesco Bagnaia, demonstrando confiança em seu potencial para competir com os principais nomes da categoria.